# Kahi (ca sĩ)
Đây là một tên người Triều Tiên, họ là Park.
Park Ji-young (tiếng Hàn: 박지영; sinh ngày 25 tháng 12 năm 1980), được biết đến với nghệ danh Kahi (tiếng Hàn: 가희), là một ca sĩ và nữ diễn viên người Hàn Quốc, biết đến với vai trò là cựu trưởng nhóm của nhóm nhạc nữ After School, trước khi rời nhóm và bắt đầu sự nghiệp solo và diễn xuất của mình.

## Liên kết
- Kahi Lưu trữ ngày 17 tháng 11 năm 2015 tại Wayback Machine at Bonboo Entertainment
- Kahi trên Twitter
- Kahi trên HanCinema